# Antón Zajárov
Antón Zajárov (Ucrania, 13 de febrero de 1986) es un clavadista o saltador de trampolín ucraniano especializado en plataforma de 10 metros, donde consiguió ser subcampeón mundial en 2003 en los saltos sincronizados.

## Carrera deportiva
En el Campeonato Mundial de Natación de 2001 celebrado en Fukuoka (Japón) ganó la medalla de bronce en los saltos sincronizados desde la plataforma de 10 metros con una puntuación de 336.06 puntos, tras los chinos (oro con 361 puntos) y los mexicanos (plata con 336.63 puntos), siendo su compañero de saltos Roman Volodkov; dos años después, en el Campeonato Mundial de Natación de 2003 de Barcelona ganó la plata en la misma prueba y con el mismo compañero de equipo.